# 大鹏湖
大鹏湖，位于中国西藏自治区阿里地区改则县境内，地处改则县东北端，湖面海拔5018米，面积10.4平方公里。湖水主要靠冰雪融水径流补给，集水区面积579.6平方公里。